# Welyki Birky
Welyki Birky (ukrainisch Великі Бірки; russisch Великие Борки Welikije Borki, polnisch Borki Wielkie) ist eine Siedlung städtischen Typs im Rajon Ternopil der Oblast Ternopil im Westen der Ukraine. Sie liegt am Ufer der Hnisna Hnyla 11 Kilometer östlich der Oblasthauptstadt Ternopil.

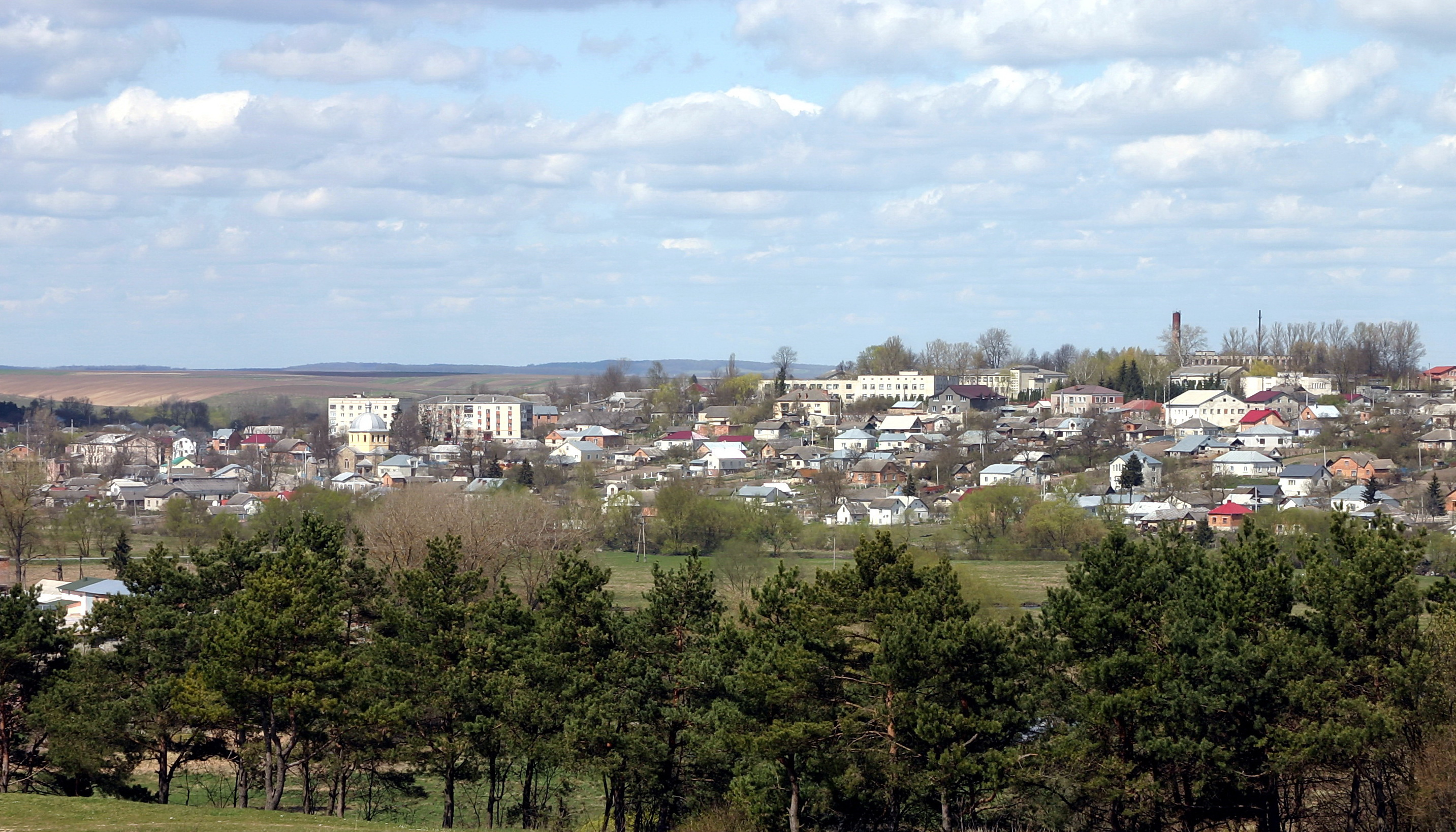
Blick auf die Ortschaft

## Geschichte
Der Ort wurde 1410 zum ersten Mal schriftlich erwähnt und gehörte zunächst zur Adelsrepublik Polen-Litauen (in der Woiwodschaft Ruthenien). 1530 bekam er das Magdeburger Stadtrecht verliehen.
Von 1772 bis 1918 gehörte er unter seinem polnischen Namen Borki Wielkie zum österreichischen Kronland Galizien und gehörte zuletzt zum im Bezirk Tarnopol. Während dieser Zeit bekam der Ort 1875 einen Bahnhof an der bereits 1871 eröffneten Eisenbahnstrecke nach Podwołoczyska, 1897 kam noch eine Strecke der Lokalbahn Borki Wielkie–Grzymałów dazu.
Nach dem Ende des Ersten Weltkrieges kam der Ort zu Polen (in die Woiwodschaft Tarnopol, Powiat Tarnopol), wurde im Zweiten Weltkrieg 1939 bis 1941 von der Sowjetunion (unter dem ukrainischen Namen Borky Welyki/Борки Великі) und dann bis 1944 von Deutschland besetzt und hier in den Distrikt Galizien eingegliedert.
Nach dem Ende des Zweiten Weltkrieges wurde der Ort der Sowjetunion zugeschlagen und am 15. August 1944 in Welyki Borky/Великі Борки umbenannt, dort kam das Dorf zur Ukrainischen SSR und ist seit 1991 ein Teil der heutigen Ukraine. 1967 wurde es auf seinen heutigen Namen umbenannt, 1972 bekam der Ort den Status einer Siedlung städtischen Typs verliehen, bereits von 1940/1944 bis 1962 war der Ort das Zentrum des nach ihm benannten Rajons Welyki Borky, danach kam er bis 1966 zum Rajon Pidwolotschysk, seither ist er Teil des Rajons Ternopil.

## Verwaltungsgliederung
Am 4. September 2019 wurde die Siedlung zum Zentrum der neugegründeten Siedlungsgemeinde Welyki Birky (Великобірківська селищна громада/Welykobirkiwska selyschtschna hromada), zu dieser zählten auch die 2 Dörfer Kostjantyniwka und Malyj Chodatschkiw, bis dahin bildete sie die gleichnamige Siedlungsratsgemeinde Welyki Birky (Великобірківська селищна рада/Welykobirkiwska selyschtschna rada) im Osten des Rajons Ternopil.
Am 12. Juni 2020 kam noch das Dorf Smykiwzi zum Gemeindegebiet.
Folgende Orte sind neben dem Hauptort Welyki Birky Teil der Gemeinde:
| Name                     | Name           | Name                               | Name            | Name |
| ukrainisch transkribiert | ukrainisch     | russisch                           | polnisch        |      |
| ------------------------ | -------------- | ---------------------------------- | --------------- | ---- |
| Kostjantyniwka           | Костянтинівка  | Константиновка (Konstantinowka)    | Konstantynówka  |      |
| Malyj Chodatschkiw       | Малий Ходачків | Малый Ходачков (Maly Chodatschkow) | Chodaczków Mały |      |
| Smykiwzi                 | Смиківці       | Смыковцы (Smykowzy)                | Smykowce        |      |